# Oxystoma cylindraticauda
Oxystoma cylindraticauda is een rondwormensoort. De wetenschappelijke naam van de soort is voor het eerst geldig gepubliceerd in 1922 door De Man.